# Hernán Núñez de Toledo
Hernán Núñez de Toledo y Guzmán (Illescas, c. 1478-Salamanca, 1553) fue un humanista español, latinista, helenista y paremiólogo, también conocido como el Comendador Griego, el Pinciano o Fredenandus Nunius Pincianus.

## Biografía
Patriarca de los helenistas españoles, a los quince años entró en la Orden de Santiago de la cual fue comendador. En 1490 logró una beca en el Colegio Español de San Clemente de Bolonia. De regreso a España en 1498, entró como preceptor en casa de los Mendoza, en Granada. Con anterioridad había terminado su glosa al Laberinto de Fortuna de Juan de Mena, que tuvo dos redacciones, la primera en Sevilla (1499) y la definitiva, editada por Juan Varela en Granada (1505), dedicada al conde de Tendilla y de la que hubo más de quince ediciones en pocos años. Estudió en Granada lenguas clásicas y orientales (hebreo y árabe). 
En 1508 recogió y glosó en romance un buen número de refranes y adagios, repertorio paremiológico que apareció publicado por primera vez en Sevilla, y posteriormente como Refranes o proverbios en romance en Salamanca (1555), obra monumental no solo por su extensión, ya que recoge no menos de ocho mil quinientos cincuenta y siete, sino también por comentarlos sucintamente y por incluir comparativamente refranes de otras lenguas, en su mayoría romances: catalanes, gallegos, portugueses, franceses, italianos, asturianos, latinos y griegos. Los refranes aparecen por orden alfabético todos juntos con indicación de la lengua, cuando se trata de los refranes no castellanos. La obra estaba ya en imprenta cuando murió su autor en 1553; faltaba el prólogo, que fue redactado por su discípulo León de Castro, que no era partidario de escribirlo en lengua vulgar. Parece que Juan Páez de Castro intervino en la confección del refranero, pero la muerte de Hernán Núñez no ha permitido saber a ciencia cierta si fue coautor. La obra dejó huella, fue muy reimpresa (con deturpaciones debidas a la censura de los refranes anticlericales y obscenos y a la omisión de refranes extranjeros) y ejerció gran influencia en los paremiólogos posteriores, como Juan de Mal Lara, Gabriel Meurier, César Oudin, Gonzalo Correas y Lorenzo Palmireno. Los más abundantes refranes extranjeros son los portugueses e italianos; para los franceses se inspiró en la obra de Caroli Bovili, Proverbiorum Vulgarium Libri Tres (1531) y para los italianos, la anónima Opera quale contiene le Dieci Tavole de proverbi (Turín, 1535). Entre las lenguas peninsulares, hay 131 gallegos, 104 catalanes, 53 asturianos, 25 aragoneses y un vizcaíno. A once se les da forma u origen declarado griego o latino.
En 1509 tradujo al castellano la Historia de Bohemia de Enea Silvio Piccolomini. Con finalidad didáctica apareció en 1519 la edición, con texto griego y latino, de la epístola A los muchachos cristianos de San Basilio, preparada por él. Llamado por el cardenal Gonzalo Ximénez de Cisneros, trabajó como censor de su imprenta de Alcalá de Henares y en la versión latina del texto de los Setenta para la famosa Biblia Políglota Complutense, siendo nombrado pronto catedrático de Retórica de la Universidad de Alcalá recientemente fundada. Sucedió a Demetrio Ducas en la cátedra de griego de la misma universidad a partir de 1519. Desde entonces firmó "Hernán Núñez" y "Comendador Griego" o, en latín, "Fredenandus Nunius Pincianus". Durante la Guerra de las Comunidades de Castilla (1520-1521) se puso del lado de los comuneros, aunque no figuró en la lista de proscripción publicada después de la batalla de Villalar. En cambio, sí sufrió la venganza de otro partidario de las Comunidades, Alonso de Castilla, que le acuchilló.
También atravesó por dificultades a causa de su filiación ideológica erasmista, de forma que hubo de dejar la Universidad de Alcalá y marchar a Salamanca, donde, al irse Antonio de Nebrija, fue nombrado catedrático de griego en 1523. 
En 1527 añadió la Retórica a la enseñanza del griego y explicó a Plinio el Viejo. Destacó por sus trabajos de crítica textual sobre pasajes de Teócrito y Séneca, y particularmente por sus notas a Pomponio Mela y Plinio el Viejo, sobre quienes redactó unas Castigationes in Pomponium Melam y unas Observationes in C. Plinii Historiae Naturalis libros, aparecidas entre 1543 y 1545, declarándose en el prólogo a sus notas a Plinio deudor de los trabajos del humanista veneciano Ermolao Barbaro. Estudió también las obras de san Jerónimo. Al cumplir los cincuenta años de edad abandonó la enseñanza para dedicarse al estudio. 
Era ya famoso en Europa por sus ediciones de Séneca, Plinio el Viejo y Pomponio Mela; vir diligentissimus et accuratissimus le llamó Rossbach. "Príncipe de la filosofía peripatética, a nadie inferior en la más recóndita noticia de las letras griegas y latinas", dijo de él Gaspar Scioppio; "el can de los gramáticos, que no perdonó a nadie", le llamó Justo Lipsio. "Ombre nascido para las letras y el saber", comentó sobre ėl el vallisoletano Hernando Alonso de Herrera. Se jubiló en 1548, pero parece ser que, ya jubilado, aún enseñó hebreo en la misma universidad. Donó sus libros a la biblioteca de la Universidad de Salamanca.

## Obras del autor
- Glosa sobre las Trezientas de Juan de Mena, Sevilla (1499) y Granada (1505).
- L. Annaei Senecae Opera, Basilea, 1529. Se hicieron diez ediciones hasta 1627.
- Observationes Fredenandi Pintiani in loca obscura et depravata Hist. Natur. C. Plinii, Salamanca, 1544.
- Refranes de la lengua castellana, Salamanca, 1555. Existe una edición crítica moderna, Refranes o proverbios en romance (1555) de Hernán Núñez. Edición crítica de Louis Combet, Julia Sevilla, Germán Conde y Josep Guia. Madrid, Ediciones Guillermo Blázquez, 2001; 2 vols.